# Panton (label)
Pour les articles homonymes, voir Panton.
Panton, aussi stylisé PANTON, est un label discographique tchèque, fondée en 1968. La maison d'édition musicale antérieure avait été fondée en 1958.

## Histoire
En Tchécoslovaquie, la maison de disque a été l'un des trois principaux label d'État ; les deux autres étant Supraphon et Opus.
La maison est jusqu'au milieu des années 1990. Depuis, son catalogue musical appartient à Supraphon, la partie édition étant quant à elle, rachetée par Schott Music
.